# Sentinel (system antybalistyczny)
Sentinel - historycznie pierwszy wyspecjalizowany amerykański program antybalistyczny, opierający się na wykorzystaniu uzbrojonych w pięciomegatonową głowicę jądrową rakietowych pocisków antybalistycznych Nike-Zeus do obrony 17 do 20 największych amerykańskich miast.